# Ristolas
Ristolas est une ancienne commune française située dans le département des Hautes-Alpes en région Provence-Alpes-Côte d'Azur.

## Géographie
Ristolas est située au fond de la vallée du Queyras, sur la rive gauche du Guil à 1 610 m d'altitude, à 3 km d'Abriès et 7 km d'Aiguilles.
La commune fait partie du parc naturel régional du Queyras.
En plus du village, les hameaux en amont de La Monta et de L'Échalp font partie de la commune.
La commune compte de nombreux sommets à plus de 3 000 m et culmine à 3 287 m (l'Asti). La vallée est par ailleurs dominée par le Mont Viso situé en Italie.
On y compte également plusieurs lacs : les lacs Lacroix, les lacs Egourgéou, Baricle et Foréant, le lac Lestio, et le lac Porcieroles.

## Toponymie
Le nom de la localité est attesté sous l'appellation latine Ristolacium vers 1265 et dans l'expression Ristolaciumm Castellanie Quadratii en 1415.
L’origine du nom « Ristolas » est incertaine. Noté Ristolacium en 1265, Ristolas viendrait du nom propre Risto, suivi du suffixe -ar qui désigne la propriété. Certains pensent qu’il vient de « Restols » qui signifie « chaume » en provençal. D’autres préfèrent l’origine latine « rivus tollens » qui signifie « ruisseau destructeur ». Ce lieu voit la présence de nombreux ruisseaux.

## Histoire
La commune a été décorée, le 22 mai 1950, de la Croix de guerre 1939-1945.
Par un arrêté préfectoral du 19 octobre 2018, Ristolas fusionne avec Abriès pour former la commune nouvelle d'Abriès-Ristolas qui prend effet le 1er janvier 2019.

## Politique et administration

### Liste des maires
| Période                                  | Période          | Identité          | Étiquette | Qualité    |
| ---------------------------------------- | ---------------- | ----------------- | --------- | ---------- |
| Les données manquantes sont à compléter. |                  |                   |           |            |
| mars 2001                                | 2014             | Michel Frison     |           |            |
| Avril 2014                               | 31 décembre 2018 | Christian Laurens | DVD       | Architecte |

### Intercommunalité
Ristolas fait partie: 
- de 2000 à 2017 de la communauté de communes du Queyras ;
- depuis le 1er janvier 2017, de la communauté de communes du Guillestrois et du Queyras.

## Démographie
L'évolution du nombre d'habitants est connue à travers les recensements de la population effectués dans la commune depuis 1793. Pour les communes de moins de 10 000 habitants, une enquête de recensement portant sur toute la population est réalisée tous les cinq ans, les populations de référence des années intermédiaires étant quant à elles estimées par interpolation ou extrapolation. Pour la commune, le premier recensement exhaustif entrant dans le cadre du nouveau dispositif a été réalisé en 2007.

En 2016, la commune comptait 80 habitants, en évolution de −11,11 % par rapport à 2010 (Hautes-Alpes : +0,4 %, France hors Mayotte : +2,11 %).
| 1793 | 1800 | 1806 | 1821 | 1831 | 1836 | 1841 | 1846 | 1851 |
| ---- | ---- | ---- | ---- | ---- | ---- | ---- | ---- | ---- |
| 716  | 686  | 750  | 673  | 643  | 639  | 618  | 599  | 600  |

| 1856 | 1861 | 1866 | 1872 | 1876 | 1881 | 1886 | 1891 | 1896 |
| ---- | ---- | ---- | ---- | ---- | ---- | ---- | ---- | ---- |
| 584  | 601  | 493  | 380  | 425  | 411  | 450  | 373  | 332  |

| 1901 | 1906 | 1911 | 1921 | 1926 | 1931 | 1936 | 1946 | 1954 |
| ---- | ---- | ---- | ---- | ---- | ---- | ---- | ---- | ---- |
| 308  | 312  | 285  | 226  | 192  | 153  | 158  | 50   | 59   |

| 1962 | 1968 | 1975 | 1982 | 1990 | 1999 | 2006 | 2007 | 2012 |
| ---- | ---- | ---- | ---- | ---- | ---- | ---- | ---- | ---- |
| 49   | 50   | 68   | 52   | 72   | 78   | 91   | 93   | 71   |

| 2016 | - | - | - | - | - | - | - | - |
| ---- | - | - | - | - | - | - | - | - |
| 80   | - | - | - | - | - | - | - | - |

## Lieux et monuments
- Église Saint-Laurent
- Église Saint-Marcellin
- Église de l'Assomption-de-Marie

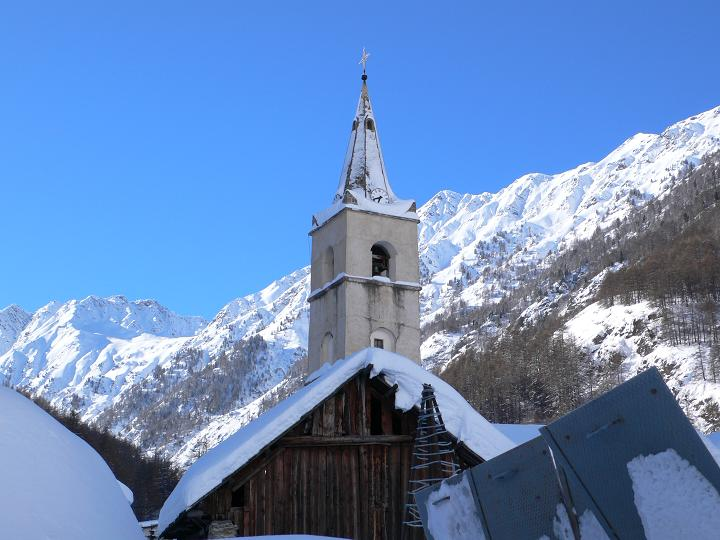
L'église.
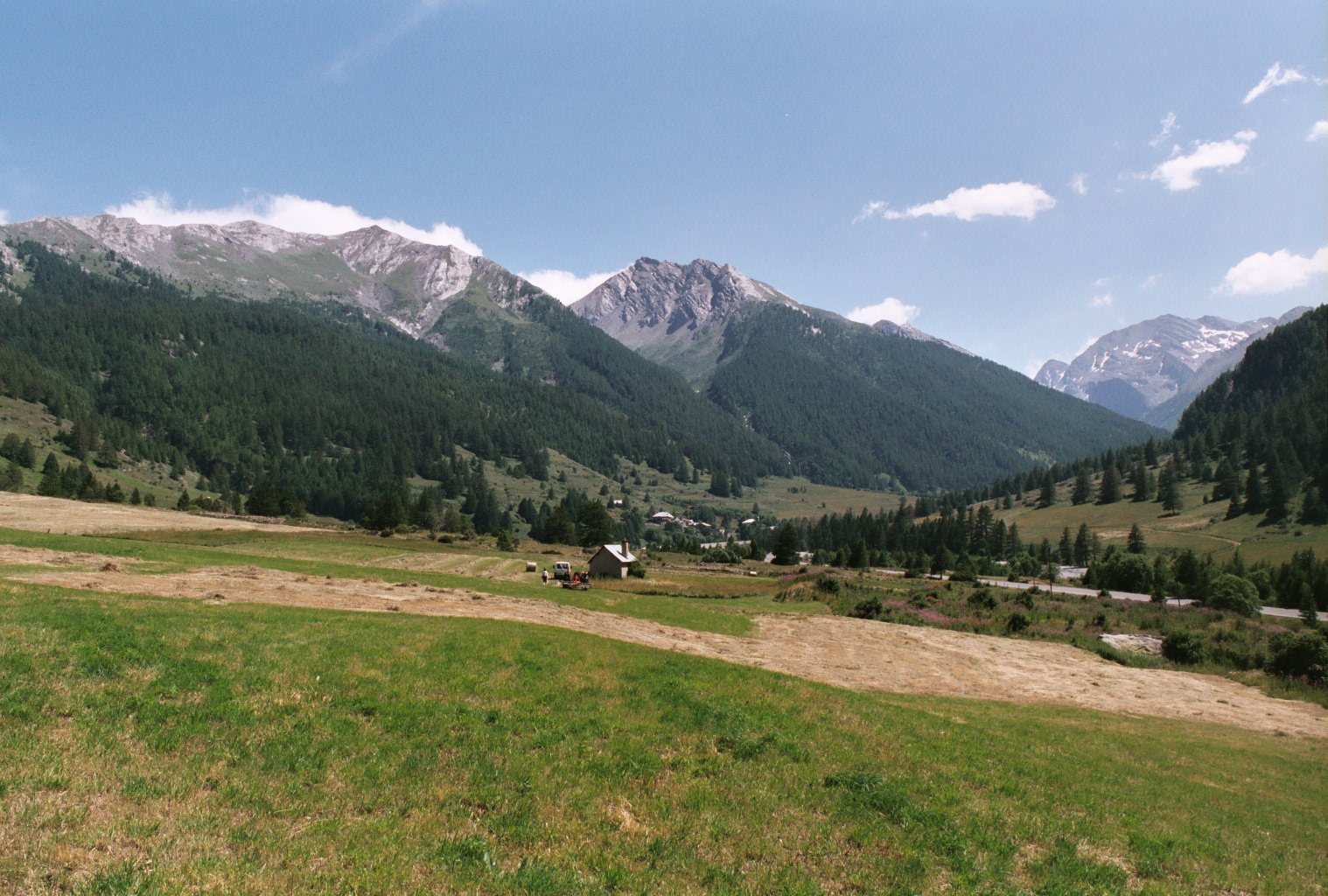
Hameau de L'Echalp.

## Héraldique
| Blason de Ristolas | Blason  | D'or à un ours arrêté de sable, accolé de gueules. |
| Blason de Ristolas | Détails | Le statut officiel du blason reste à déterminer.   |

## Évènements
- Lundi 13 avril 2009 : Une avalanche au-dessus de 2 500 mètres d'altitude fait trois morts et un blessé, dans le secteur de la pointe Joanne, au-dessus du refuge du Viso. Le risque d'avalanche était classé au niveau 3 sur une échelle de 5, soit un « risque marqué ».

## Nota
- Tremblay-en-France : la commune francilienne de Tremblay-en-France y possède un centre de vacances qui double la population du village en hiver.